# Франческо Приматіччо
Франческо Приматіччо  (італ. Francesco Primaticcio, фр. Le Primatice 30 квітня, 1504, Болонья, Італія — 1570, Париж, Франція) — французький художник, архітектор, скульптор доби маньєризму, італієць за походженням. Надвірний художник чотирьох французьких королів.

## Життєпис. Італійський період
Народився в місті Болонья. Художню майстерність опановував в місті Мантуя, працюючи разом з художником і архітектором Джуліо Романо. Франческо Приматіччо вже належав до іншої генерації італійських майстрів, світогляд яких формували настанови не стільки Відродження, скільки кризової доби маньєризму. Як і більшість майстрів маньєризму, Приматіччо виробився в особу з високою ерудицією, був фахівцем в декількох галузях — від створення фресок і аррасів до розпланування садів. Працював також як скульптор і архітектор.

## Французький період

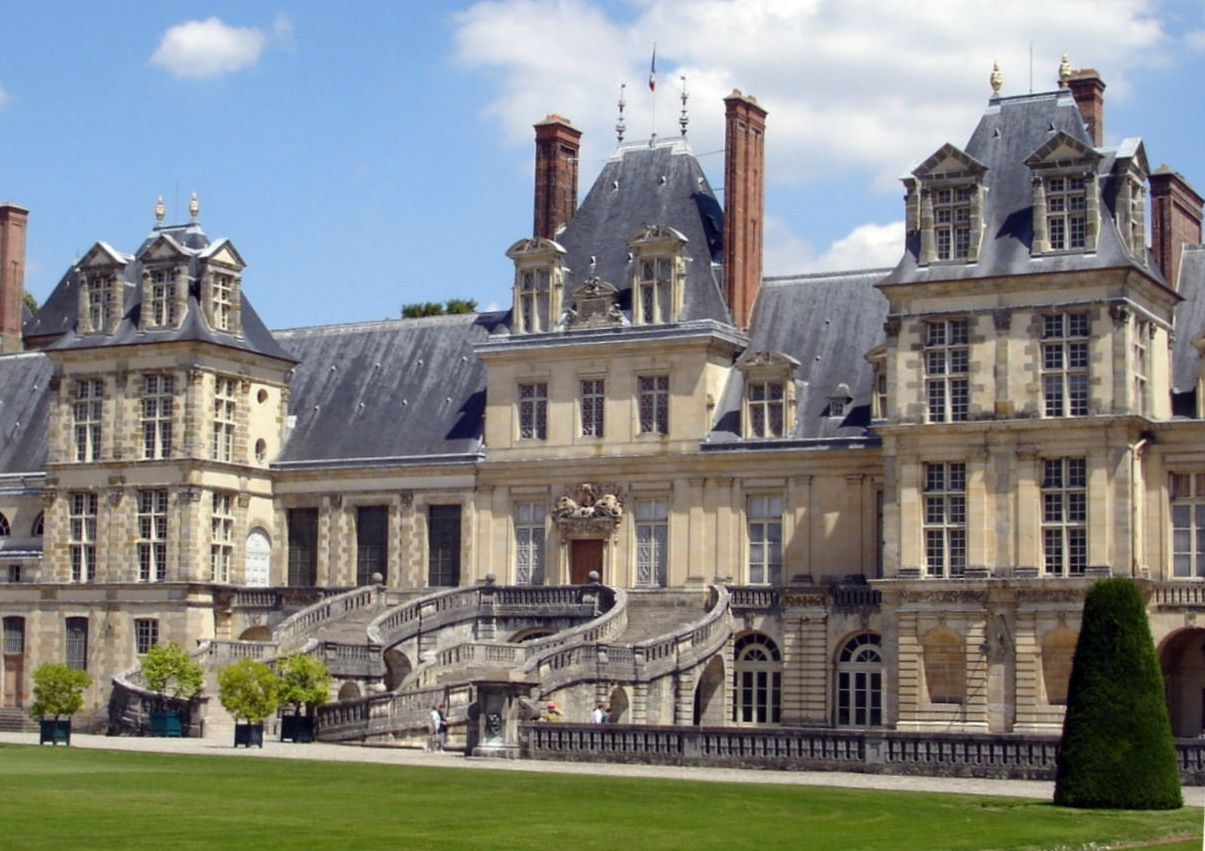
Замок Фонтенбло

1532 року відбув у Париж, де отримав запрошення на декоративні роботи в королівській резиденції Фонтенбло. За королівським дорученням перебував в Римі, де замовив відливки відомих скульптур для королівських збірок скульптури у Франції, серед яких був і «Лаокоон».
В Фонтенбло працював під керівництвом італійця Россо Фйорентино, що прибув ще 1530 року. Недовгий час в Фонтенбло працював і Віньола. Художня кар'єра Франческо Приматіччо отримала сприятливі умови для розвитку після передчасної смерті Россо Фйорентино. Він успадкував посаду керівника художніх майстерень в Фонтенбло, де працюватиме до власної смерті в 1570 році.
Франческо Приматіччо — відомий майстер так званої Першої школи Фонтенбло. В резиденції короля працював і як художник — фрескіст, і як ландшафтний архітектор, що сприяв створенню в саду павільйону богині Помони, фонтана «Геркулес», гроту тощо. Приматіччо створював декор для королівських свят і маскарадів.
З часом робив проєкти надгробків як для французьких вельмож, так і для померлих королів.

## Франческо Приматіччо - архітектор

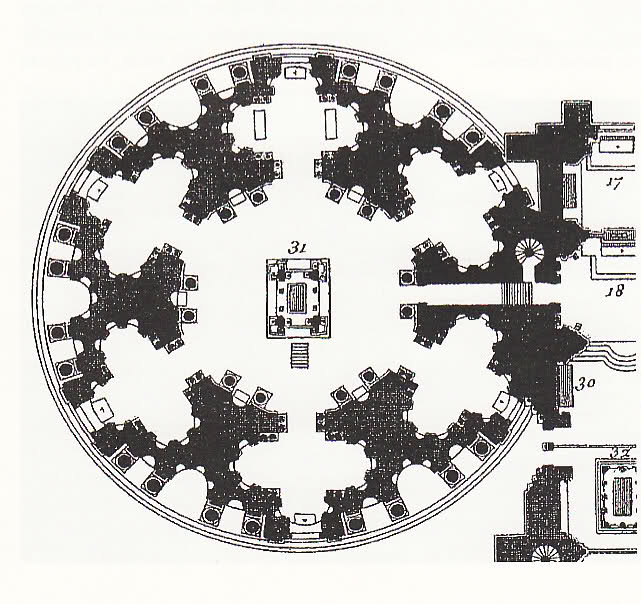
Проєкт Приматіччо. Поземний план каплиці династії Валуа.

Приматіччо не втрачав зацікавленості в архітектурі, навіть коли не працював на будівельних майданах. Про це свідчить картина «Свята Родина на тлі театру», Ермітаж, Росія. В найкращих традиціях маньєристів по створенню дивацького тла на картинах, він подав Мадонну з немовлям, Святого Йосипа та Святу Єлизавету за лаштунками розкішного театру просто неба.
Значною була діяльність Франческо Приматіччо як архітектора при проєктуванні і будівництві нової каплиці династії Валуа в абатстві Сен-Дені. Приматіччо запропонував центричну споруду з однією банею, що мала витоки в ідеях центричних споруд римських митців — Донато Браманте, Рафаеля Санті, небачених ще у Франції. Вдалий зразок подібної споруди створив і Антоніо да Сангалло старший (Церква Сан Б'яджо (Монтепульчіано)). Праця над створенням каплиці затяглася і не була закінчена за життя Франческо Приматіччо.

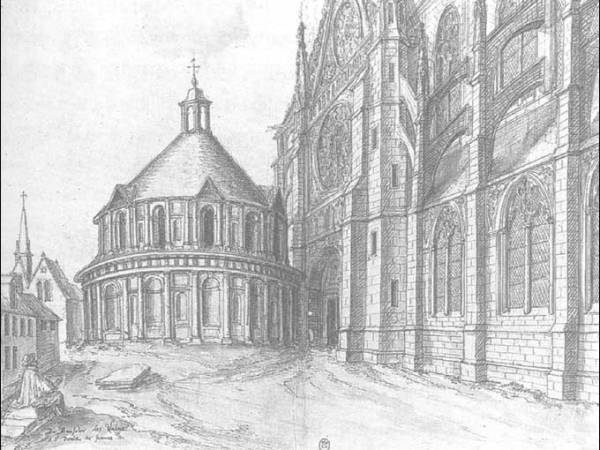
Проєкт каплиці. Малюнок
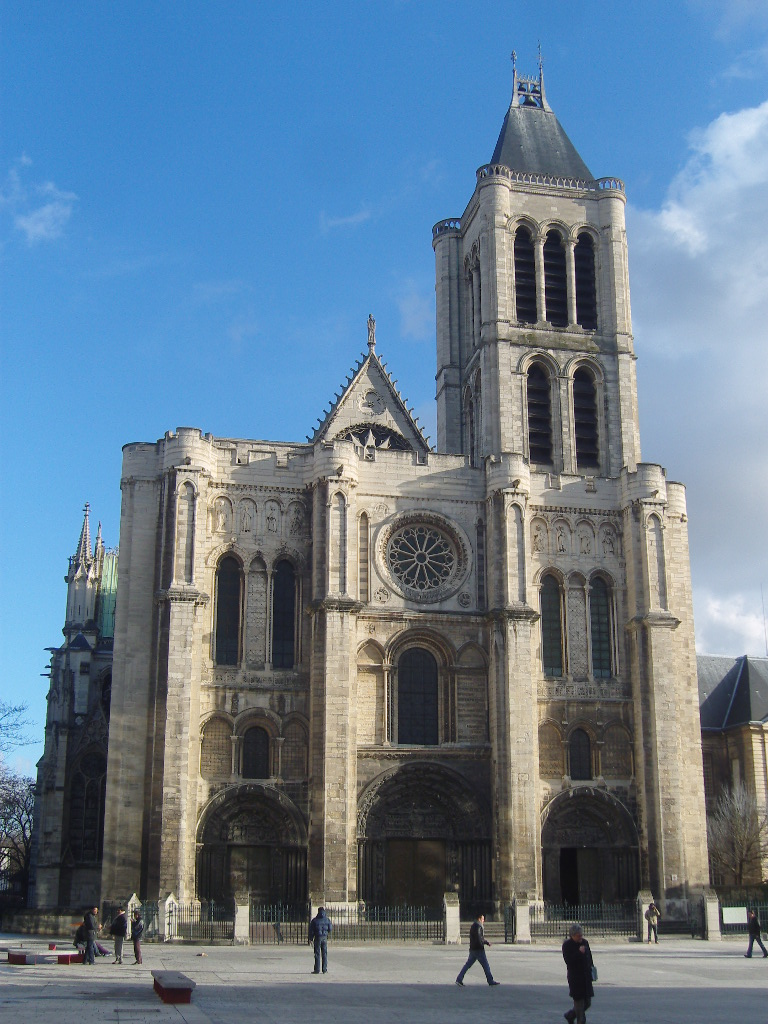
Базиліка Сен-Дені, західний фасад.
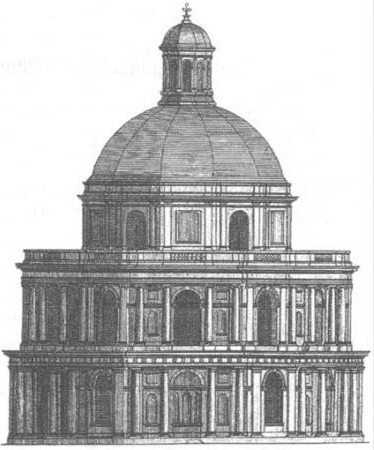
Фасад каплиці династії Валуа.
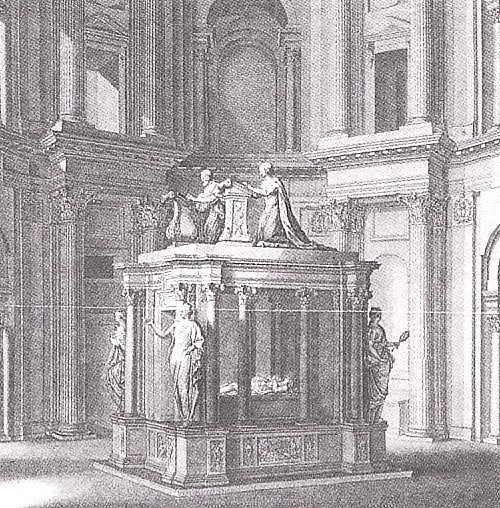
Надгробок Генріха ІІ та королеви Катерини Медичі. Проєкт.

## Вибрані твори

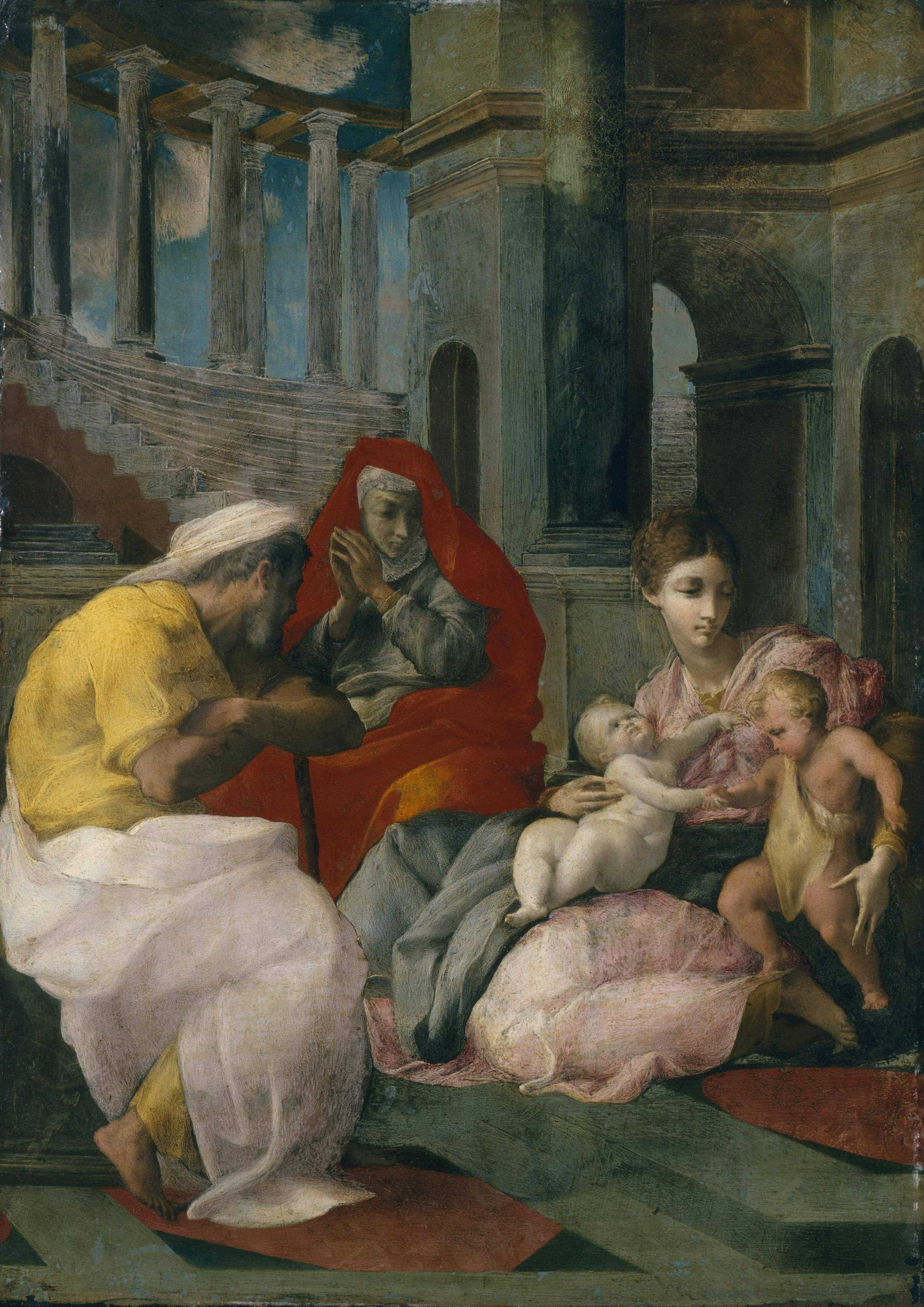
Франческо Приматіччо. «Свята Родина на тлі театра». Ермітаж.

- Автопортрет, галерея Уффіці, Флоренція
- фрески галереї Уліса, палац Фонтенбло
- «Свята Родина на тлі театра», Ермітаж, Росія
- Проєкт і макет каплиці династії Валуа в абатстві Сен-Дені
- Портрет вельможі у вигляді Св. Георгія (Жан де Дентвіль ?)
- «Викрадення Єлени» (і початок Троянської війни), Бовз музей
- «Одісей і Пенелопа», Нью-Йорк
- «Одісей і сирени»
- «Поклоніння пастухів», для каплиці палацу Гіза, знищено